# Крукліс Антон Юліанович
Антон Юліанович Крукліс (1920, Деменська волость Ілукстського повіту, Латвія — ?) — латиський радянський діяч, робітник-новатор, слюсар паровозного депо станції Даугавпілс Латвійської РСР. Депутат Верховної ради СРСР 3-го скликання.

## Життєпис
Народився в багатодітній селянській родині. Закінчив сім класів школи та поступив до ремісничого (залізничного) училища, яке закінчив у 1941 році.
З 1944 року — помічник машиніста, слюсар цеху підйомного ремонту локомотивів паровозного депо станції Даугавпілс Латвійської РСР. Новатор та раціоналізатор виробництва.
Подальша доля невідома.